# Giornata internazionale della felicità
La giornata internazionale della felicità si celebra in tutto il mondo il 20 marzo di ogni anno. È stata istituita dall'Assemblea generale dell'Organizzazione delle Nazioni Unite (ONU) il 28 giugno 2012.
La risoluzione A/RES/66/281 dell'Assemblea dell'ONU, stabilisce che:

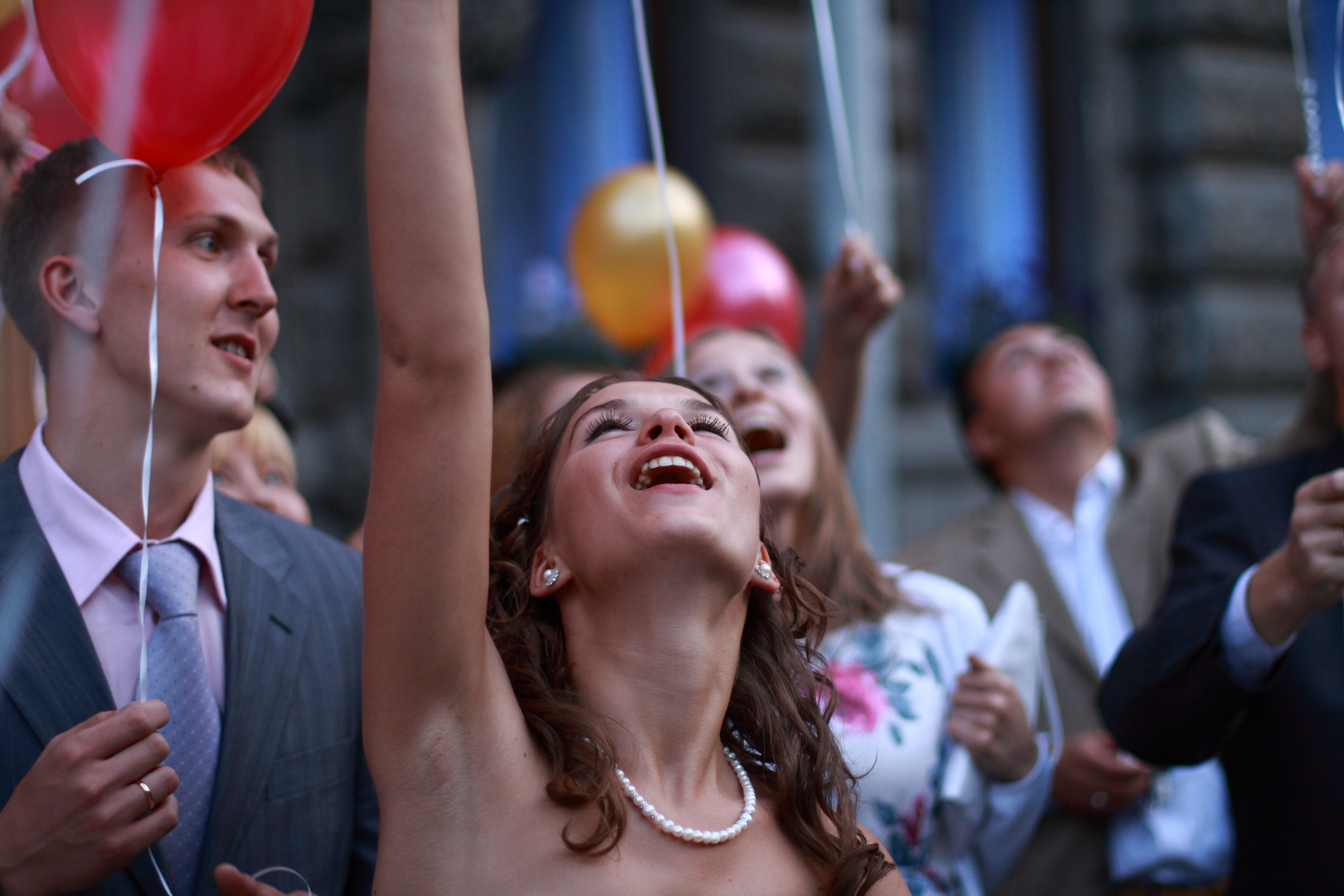
Palloni della felicità

(Assemblea generale delle Nazioni Unite, Risoluzione A/RES/66/281)